# Dohertyorsidis indicus
Dohertyorsidis indicus là một loài bọ cánh cứng trong họ Cerambycidae.